# Vicente de la Mata
Vicente "Capote" de la Mata (Rosario, Santa Fe, Argentina; 15 de enero de 1918-Rosario, 4 de agosto de 1980) fue un futbolista argentino que se destacó en las décadas de 1930 y 1940. Jugaba de delantero, tanto de interior como de extremo derecho.
Es uno de los máximos ídolos del Club Atlético Independiente de Avellaneda, ya que integró junto a Antonio Sastre y Arsenio Erico los tridentes ofensivos con los que el club obtuvo los campeonatos argentinos de 1938 y 1939. 

## Trayectoria
Se empezó a destacar como gran delantero en sus comienzos en el club de su ciudad natal, Central Córdoba. Luego de su actuación en la Copa América 1937 se convirtió en una de las figuras incipientes del continente, esto hizo que los clubes importantes de la Argentina se interesaran en el joven delantero. Ese mismo año es contratado por el Club Atlético Independiente, donde jugaría gran parte de su carrera hasta el Campeonato de 1950. En Independiente marcó 151 goles en 362 partidos jugados, además de obtener tres títulos (1938, 1939 y 1948).

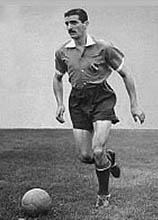
De la Mata conduce el ataque de Independiente.

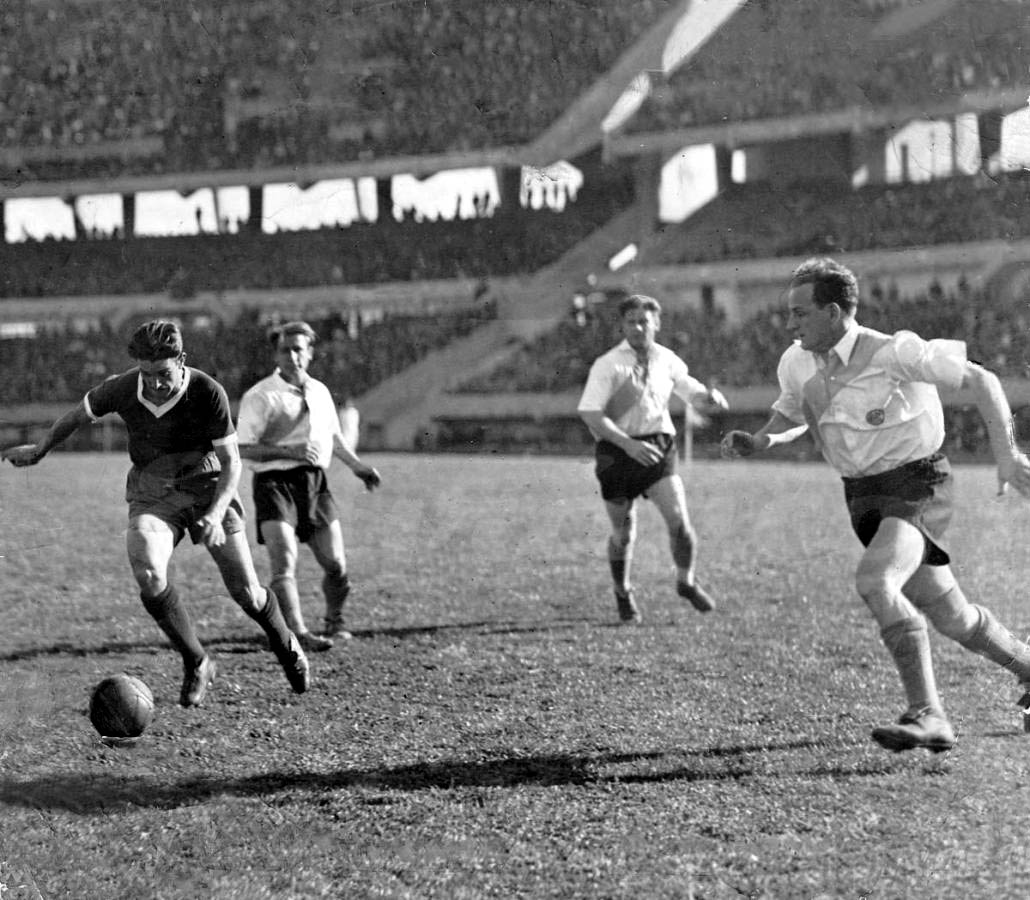
De la Mata enfrentando a River en 1939, en momentos en que realiza la jugada que le otorgará el apodo de "Capote".

Vicente de la Mata formó parte de una de las delanteras más legendarias del Fútbol Argentino, junto a Antonio Sastre y Arsenio Erico (máximo goleador de la historia del fútbol argentino). Dicha delantera marcó 218 goles en 66 partidos jugados (un promedio de 3,3 goles por encuentro) durante los campeonatos de 1938 y 1939.
El 12 de octubre de 1939 en un partido disputado en el estadio Monumental frente a River Plate, que concluyó con la victoria de Independiente por 3 a 2, marcó uno de los goles más famosos de la historia del fútbol argentino y por el cual recibiría el apodo de "Capote". De la Mata recibe el balón del arquero Fernando Bello en la mitad de la cancha, y desde allí comienza a gambetear jugadores rivales: a José Manuel Moreno, al volante central José María Minella, y uno por uno, a los defensores Luis Vassini, Carlos Santamaria y Alberto Cuello; desde un ángulo cerrado, enfrenta la cobertura del arquero Sebastián Sirni y, mientras Arsenio Erico la espera en el medio del área, De La Mata ubica la pelota entre el poste y el arquero. Se asegura que su compañero de equipo Antonio Sastre lo apodó por esta jugada "Capote". Hacer capote es un lance del juego de naipes tute cabrero en el que uno de los jugadores acopia todas las cartas del mazo; por extensión, la expresión sirve para describir cuando alguien, con alguna genialidad, deja a los demás con la boca abierta.
Incansable regateador, la finta, el amague y la gambeta eran sus características más importantes, que supo mostrar en diferentes oportunidades con la Selección Nacional. Reconocido hincha del club Newells Old Boys de Rosario, optó por retirarse en esa institución, jugando entre las temporadas 1951/1952 la cantidad de 23 encuentros y marcando un gol.
Luego de retirarse del fútbol profesional en 1952, regresó a Central Córdoba para desempeñarse como dirigente del club. De todos modos sintió el deseo de volver a jugar, por lo que se sumó al equipo superior en 1953.
En 1955 tuvo participaciones en el cordobés Club Leones D.A.S. y B.. En los torneos regionales incursionó como jugador, entrenador y masajista del azulgrana hasta 1958. Posteriormente De la Mata estuvo vinculado en diversos roles en los cuerpos de entrenadores de Independiente, Deportivo Morón, Dock Sud y Central Córdoba. 
Falleció el 4 de agosto de 1980 en Rosario, a los 62 años de edad.

## Selección nacional

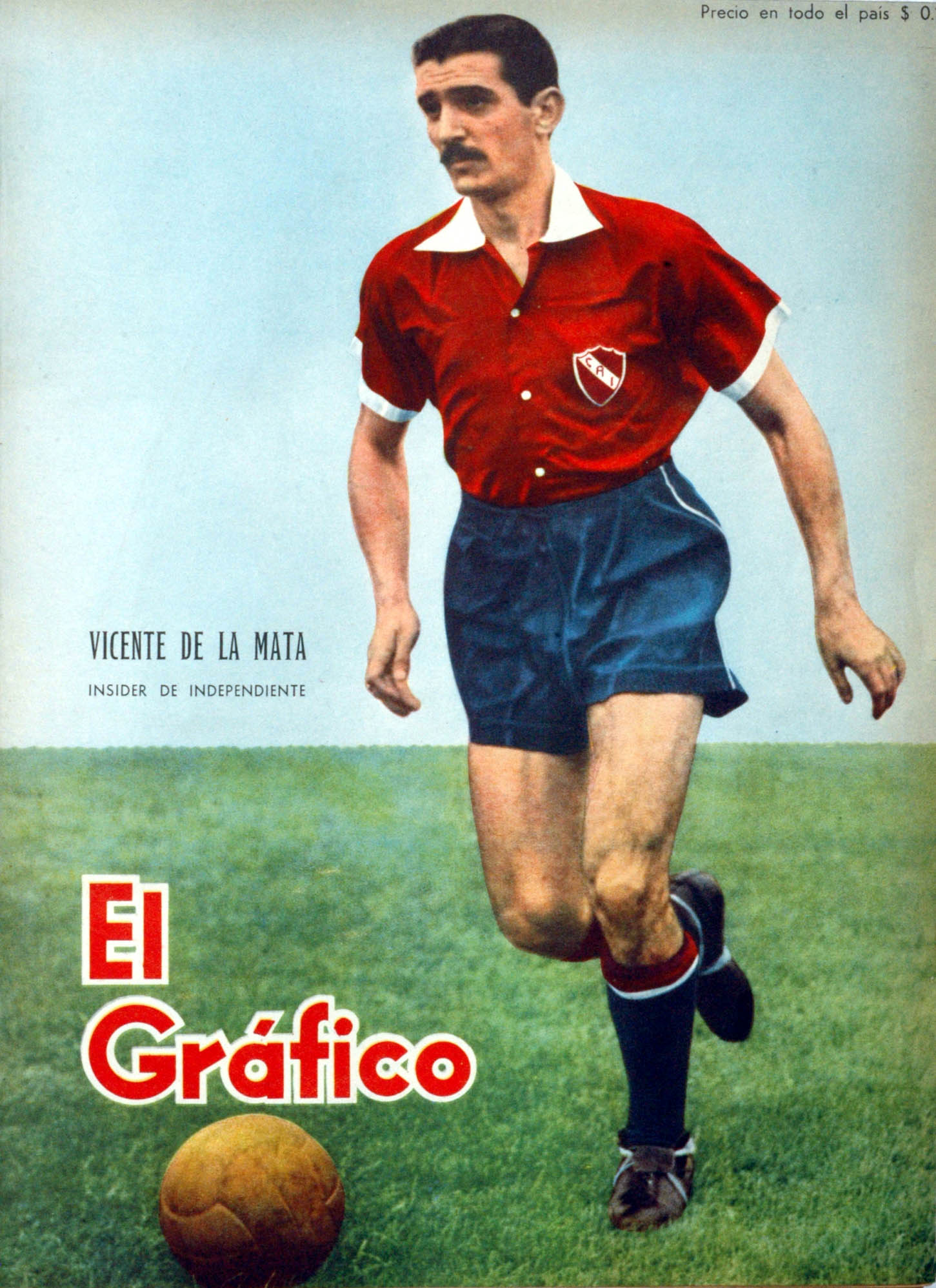
Vicente de la Mata (Independiente) en 1945.

En 1937, cuando apenas contaba con 19 años de edad, recibe la convocatoria a la Selección Nacional Argentina para participar en la Copa América que se iba a disputar en el propio país sudamericano. Aquel torneo tuvo a la Argentina igualada en el primer lugar con Brasil, por lo que ambos conjuntos tuvieron que jugar un partido de desempate. En el tiempo reglamentario el juego terminó igualado, por lo que hubo que ir a prórroga; en esa prórroga el entrenador argentino hizo ingresar al joven De La Mata, quién marcaría dos goles, tras centros de Enrique "Chueco" García y Carlos Peucelle. Los goles de De La Mata dieron la victoria y el título a Argentina.
Asimismo también integró el plantel de los combinados argentinos que ganaron otras dos ediciones de la Copa América: la de 1945 en Chile y la de 1946 en Argentina.
Integró la selección argentina de fútbol entre los años 1937 y 1946, anotando en total 6 goles en 13 partidos.

## Vida personal
Fue apodado como "Don Vicente". 
Su hermano Francisco también se destacó en el fútbol argentino, siendo campeón con San Lorenzo.
Fue padre del también futbolista Vicente de la Mata (hijo), quién llegó a jugar en la selección de fútbol de Argentina.

## Clubes
| Club              | País      | Año       | Partidos | Goles |
| ----------------- | --------- | --------- | -------- | ----- |
| Central Córdoba   | Argentina | 1935-1936 | 44       | 34    |
| Independiente     | Argentina | 1937-1950 | 362      | 151   |
| Newell's Old Boys | Argentina | 1951-1952 | 23       | 1     |
| Central Córdoba   | Argentina | 1953-1954 | 80       | 11    |
| Leones            | Argentina | 1955-1958 | ?        | ?     |

## Palmarés

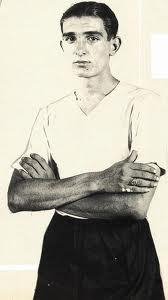
Llegado en 1937, Vicente de la Mata se convertiría en uno de los máximos ídolos de Independiente en su historia, jugando 13 años para el club de Avellaneda.

### Torneos regionales oficiales
| Título                            | Club            | País      | Edición |
| --------------------------------- | --------------- | --------- | ------- |
| Torneo Gobernador Luciano Molinas | Central Córdoba | Argentina | 1936    |

### Torneos nacionales oficiales
| Título           | Club          | País      | Edición |
| ---------------- | ------------- | --------- | ------- |
| Primera División | Independiente | Argentina | 1938    |
| Primera División | Independiente | Argentina | 1939    |
| Primera División | Independiente | Argentina | 1948    |

### Copas nacionales oficiales
| Título         | Club          | País      | Año  |
| -------------- | ------------- | --------- | ---- |
| Copa Ibarguren | Independiente | Argentina | 1938 |
| Copa Escobar   | Independiente | Argentina | 1939 |
| Copa Ibarguren | Independiente | Argentina | 1939 |

### Copas internacionales
| Título                  | Equipo              | País                | Edición |
| ----------------------- | ------------------- | ------------------- | ------- |
| Campeonato Sudamericano | Selección Argentina | Argentina           | 1937    |
| Copa Aldao              | Independiente       | Argentina / Uruguay | 1938    |
| Copa Aldao              | Independiente       | Argentina / Uruguay | 1939    |
| Campeonato Sudamericano | Selección Argentina | Chile               | 1945    |
| Campeonato Sudamericano | Selección Argentina | Argentina           | 1946    |

Títulos no oficiales en clubes
- Copa Intendencia Municipal de La Rioja: 1937[9]
- Copa Trofeo Premio Cigarrillos Saratoga (versus Racing Club): 1939
- Copa Confraternidad Argentino-Brasileña (versus Flamengo): 1939
- Copa Municipalidad de Avellaneda: 1940
- Trofeo Universidad de Chile (versus Universidad de Chile): 1940
- Torneo Internacional Nocturno: 1941
- Copa Intendente Municipal: 1941
- Copa Ministerio de Hacienda: 1941
- Copa Fraternidad: 1941
- Copa Presidente Prado: 1941
- Copa Fajer: 1948.